# TSG 1899 Hoffenheim (piłka nożna kobiet)
TSG 1899 Hoffenheim (niem. Turn- und Sportgemeinschaft
1899 Hoffenheim e.V.) – niemiecki klub piłki nożnej kobiet, mający siedzibę we wsi Hoffenheim koło Sinsheim, w południowo-zachodniej części kraju, grający od sezonu 2013/14 w rozgrywkach Frauen-Bundesliga.

## Historia
Chronologia nazw:
- 2007: TSG 1899 Hoffenheim

Żeński klub piłkarski TSG 1899 Hoffenheim został założony w Hoffenheim w 2007 roku po przejęciu drużyny SG Hoffenheim/St. Leon (powstała w 2000), która została mistrzem ligi regionalnej Badenii sezonu 2006/07. Tak jak syndykaty nie są dozwolone w wyższych klasach gier, to konsorcjum był zmuszony rozwiązać się. W sezonie 2007/08 zespół startował w Verbandsliga Baden (D5), wygrywając rozgrywki. W następnym sezonie zdobył mistrzostwo Oberliga Baden-Württemberg (D4), a w sezonie 2009/10 został mistrzem Regionalliga Süd (D3) i awansował do zaplecza Bundesligi. Przez trzy kolejne sezony klub był jednym z trzech najlepszych zespołów 2. Frauen-Bundesligi, zdobywając w 2013 roku awans do elity niemieckiej piłki nożnej. W debiutowym sezonie 2013/14 drużyna zajęła 9.miejsce w Frauen-Bundesliga. Dopiero w sezonie 2019/20 zespół po raz pierwszy stanął na podium, zdobywając brązowe medale mistrzostw kraju. W sezonie 2020/21 zawodniczki klubu dotarły do fazy grupowej Ligi Mistrzyń UEFA.

## Barwy klubowe, strój, herb, hymn
|  |  |

Klub ma barwy niebiesko-białe. Piłkarki domowe spotkania zazwyczaj grają w niebieskich koszulkach, niebieskich spodenkach oraz niebieskich getrach.

## Sukcesy

### Trofea międzynarodowe
| \| \| Zdobyte trofea w rozgrywkach międzynarodowych (stan na: 31-05-2022) \| |                                                                     |      |          |
| Rozgrywki                                                                    | Osiągnięcie                                                         | Razy | Sezon(y) |
| · Liga Mistrzyń UEFA                                                         | zdobywca                                                            | 0    |          |
| · Liga Mistrzyń UEFA                                                         | finalista                                                           | 0    |          |
| · Liga Mistrzyń UEFA                                                         | ?                                                                   | 1    | 2021/22  |
| FIFA                                                                         | Zdobyte trofea w rozgrywkach międzynarodowych (stan na: 31-05-2022) |      |          |

### Trofea krajowe
| \| \| Zdobyte trofea w rozgrywkach Niemiec (stan na: 31-05-2021) \| |                                                            |      |                  |
| Rozgrywki                                                           | Osiągnięcie                                                | Razy | Sezon(y)         |
| Mistrzostwo                                                         | I miejsce                                                  | 0    |                  |
| Mistrzostwo                                                         | II miejsce                                                 | 0    |                  |
| Mistrzostwo                                                         | III miejsce                                                | 2    | 2019/20, 2020/21 |
| Puchar                                                              | zdobywca                                                   | 0    |                  |
| Puchar                                                              | finalista                                                  | 0    |                  |
| Puchar                                                              | półfinalista                                               | 1    | 2018/19          |
| II liga                                                             | I miejsce                                                  | 1    | 2012/13          |
| II liga                                                             | II miejsce                                                 | 1    | 2011/12          |
| II liga                                                             | III miejsce                                                | 1    | 2010/11          |
| Niemcy                                                              | Zdobyte trofea w rozgrywkach Niemiec (stan na: 31-05-2021) |      |                  |

## Poszczególne sezony

### Rozgrywki międzynarodowe

#### Europejskie puchary
Legenda do wszystkich tabel:
- Q – runda eliminacyjna, 1/16, 1/8, 1/4, 1/2 – odpowiednia faza rozgrywek, Grupa – runda grupowa, 1r gr – pierwsza runda grupowa, 2r gr – druga runda grupowa, F – finał, R – runda, PO – play-off
- k. – rzuty karne, los. – losowanie, Dogr. – dogrywka, w. – zasada bramek strzelonych na wyjeździe

| Sezon   | Rozgrywki     | Runda   | Przeciwnik          | Wynik    | Ogólne |
| ------- | ------------- | ------- | ------------------- | -------- | ------ |
| 2021/22 | Liga Mistrzyń | Q1      | Valur               | 1–0      | 1–0    |
| 2021/22 | Liga Mistrzyń | Q2      | AC Milan Women      | 2–0      | 2–0    |
| 2021/22 | Liga Mistrzyń | Q3      | FC Rosengård        | 3–0, 3–3 | 6–3    |
| 2021/22 | Liga Mistrzyń | Grupa C | HB Køge             | 5–0, ?–? | ?–?    |
| 2021/22 | Liga Mistrzyń | Grupa C | FC Barcelona Femení | ?–?, ?–? | ?–?    |
| 2021/22 | Liga Mistrzyń | Grupa C | Arsenal W.F.C.      | ?–?, ?–? | ?–?    |

### Rozgrywki krajowe
| \| Niemcy \| Bilans występów klubu w rozgrywkach piłkarskich Niemiec (Stan na 31 maja 2021 r.) \| \| |                                                                                   |        |       |   |   |   |    |    |     |            |        |        |      |
| Poziom                                                                                               | Rozgrywki                                                                         | Sezony | Mecze | Z | R | P | B+ | B– | Pkt | Lata       | Awanse | Spadki | Naj. |
| I | Bundesliga                                                                        | 8      |       |   |   |   |    |    |     | od 2013/14 | 0      | 0      | 3    |
| II                                                                                                   | 2. Bundesliga                                                                     | 3      |       |   |   |   |    |    |     | 2010–2013  | 1      | 0      | 1    |
| | Puchar Niemiec                                                                    | 13     |       |   |   |   |    |    |     | od 2008    | 0      | 0      | 1/2  |
| Niemcy                                                                                               | Bilans występów klubu w rozgrywkach piłkarskich Niemiec (Stan na 31 maja 2021 r.) |        |       |   |   |   |    |    |     |            |        |        |      |

## Piłkarki, trenerzy, prezydenci i właściciele klubu

### Trenerzy
- do 30.06.2020: Jürgen Ehrmann
- od 01.07.2020: Gabor Gallai

## Struktura klubu

### Stadion
Klub rozgrywał swoje mecze domowe na stadionie Dietmar-Hopp-Stadion w Hoffenheim, który może pomieścić 6350 widzów.

## Kibice i rywalizacja z innymi klubami

### Derby
- SC Sand
- SC Freiburg
- VfL Sindelfingen